# Glandorf, Ohio
Glandorf là một làng thuộc quận Putnam, tiểu bang Ohio, Hoa Kỳ. Năm 2010, dân số của làng này là 1001 người.

## Dân số
- Dân số năm 2000: 919 người.
- Dân số năm 2010: 1001 người.